# Régine Deforges
Régine Deforges (15 tháng 8 năm 1935 – 3 tháng 4 năm 2014) là một nhà văn, biên tập viên, đạo diễn, nhà viết kịch người Pháp.

## Tiểu sử
Sinh ra ở Montmorillon, Vienne, Deforges đôi khi được gọi là "Nữ tư tế tối cao của văn học khiêu dâm Pháp". Deforges là người phụ nữ đầu tiên sở hữu và điều hành một nhà xuất bản ở Pháp. Trong nhiều năm, bà đã bị kiểm duyệt, bị truy tố và bị phạt nặng vì xuất bản văn học "có tính xúc phạm".
Một trong những cuốn tiểu thuyết của cô, La Bicyclette bleue (Chiếc xe đạp màu xanh), xuất bản năm 1981, là cuốn sách bán chạy nhất tại Pháp. Năm 2000, tiểu thuyết này được làm thành phim truyền hình. Một câu chuyện về tình yêu, nỗi ám ảnh và sự sống được đặt trong thời kỳ hỗn loạn của Thế chiến II, cuốn tiểu thuyết đã phát triển thành một bộ bảy cuốn rất thành công. La Bicyclette bleue còn vướng vào một vụ kiện sở hữu trí tuệ quốc tế lớn. Trong phán quyết ban đầu, Deforges bị kết tội đạo văn từ cuốn tiểu thuyết nổi tiếng của Margaret Mitchell là "Cuốn theo chiều gió". Bà đã kháng cáo và thắng kiện, phán quyết yêu cầu bà bồi thường thiệt hại đã bị đảo ngược.